# Понд, Нейтан
Нейтан Луис Понд (англ. Nathan Louis Pond, 5 января 1985 года, Престон) — английский футболист, центральный защитник, клуба «Бамбер-Бридж» и сборной Монтсеррата. Внесён в Книгу рекордов Гиннесса как игрок, выступавший за один клуб («Флитвуд Таун») в максимальном количестве национальных дивизионов — семи.

## Карьера
Профессиональную карьеру начал в 2003 году в составе «Ланкастер Сити» в Северной Премьер-лиге. Вскоре перешёл во «Флитвуд Таун» (в его дебютной игре в марте на стадионе присутствовал всего 81 болельщик).
В декабре 2010 года провёл месяц в аренде в клубе «Кендал Таун», приняв участие в двух матчах.. Аренда являлась частью сделки по переходу Дэнни Роу в состав «Флитвуда».
10 августа 2012 года перешёл на правах аренды в «Гримсби Таун». В составе команды дебютировал 11 августа в матче против «Саутпорта». После трёх матчей в составе «Гримсби» аренду продлили до января 2013 года. «Гримсби Таун» проявлял интерес к подписанию полноценного контракта с Пондом, однако в январе 2013 года руководство «Флитвуда» заявило, что не намерено расставаться с игроком.
В мае 2016 года побил рекорд клуба по количеству проведённых игр (423 матча).